# Boris Breskvar
Boris Breskvar, slovenski tenisač in teniški trener, * 27. avgust 1942, Ljubljana, † 3. december 2012, Ljubljana.
Breskvar je kot član teniškega kluba Olimpija svoj največji uspeh dosegel z osvojitvijo tretjega mesta na državnem prvenstvu Jugoslavije. Po končani igralski karieri je deloval kot trener Borisa Beckerja, Steffi Graf, Anke Huber in Andreja Medvedjeva. Več let je bil kapetan slovenske moške reprezentance v Davisovem pokalu ter na olimpijskih igrah 2000 in 2004, pred tem je bil tudi direktor slovenskih teniških reprezentanc. Leta 1987 sta z Ulrichom Kaiserjem izdala knjigo »Boris Becker's Tennis: The Making of a Champion«. Umrl je 3. decembra 2012 v 71. letu starosti po dolgi bolezni.